# Baba Amte
Murlidhar Devidas Amte, noto come Baba Amte (Hinganghat, 26 dicembre 1914 – Anandwan, 9 febbraio 2008), è stato un avvocato e attivista indiano.

## Biografia
Nasce nel Maharashtra da famiglia di casta bramina. Nel 1942 partecipa al movimento Quit India lanciato dal Mahatma Gandhi per costringere l'Impero Britannico ad abbandonare l'India. Baba Amte, assieme a decine di migliaia di militanti, verrà arrestato. Nel 1946 rinuncia ai suoi averi ed abbandona la carriera di avvocato andando a vivere a contatto con gli intoccabili, suscitando così scandalo ed ostracismo da parte dell'ambiente di provenienza. In seguito studia medicina tropicale e nel 1951 fonda Anandwan (Bosco della Gioia). In questo ashram vivono, sono curati e lavorano lebbrosi rifiutati dalla società e bambini ciechi e sordi, che ricevono un'istruzione adatta alle loro possibilità. Importante è stato il suo apporto per la salvaguardia dell'ambiente e pur essendo affetto da una malattia degenerativa alla colonna vertebrale, partecipa attivamente alla lotta nonviolenta per impedire la costruzione di grandi dighe imposte in modo autoritario e senza tener conto dei disastri umani e territoriali che avrebbero causato.